# Якось влітку (фільм, 1973)
«Якось влітку» («Однажды летом») — радянський дитячий художній фільм у трьох новелах 1973 року, знятий режисерами Геннадієм Васильєвим, Борисом Нащокіним і Володимиром Сарухановим на Кіностудії ім. М. Горького.

## Сюжет

### «Вечірній дзвін»
За оповіданням Є. Носова «У чистому полі, за путівцем». Про сільських дітлахів, їхні турботи та радощі. Давно осиротіла кузня без свого майстра коваля Захара, але раптом у нічній тиші голова колгоспу Денис Іванович та дід Данило почули таємничий передзвін. Виявляється, колишній помічник Захара, хлопчик Аполошка, потай від усіх освоїв ковальську справу й тепер ночами зі своїми друзями закінчує розпочату ковалем роботу — пам'ятник на солдатську могилу.

### «Наречений і наречена»
Лірична історія, що сталася в піонерському таборі, порушує моральні проблеми лицарського ставлення хлопчиків до дівчаток і розуміння дорослими таких почуттів, які виявляють хлопчики в дитинстві. Дімка та Ася, яких хлопці своєю дурною дразнилкою перетворили на «нареченого і наречену», по-різному сприймають це. Душевний стан Дімки та Асі зумів зрозуміти піонервожатий Сергій, і у скрутний момент він приходить до них на допомогу.

### «Ти приходь до нас, приходь»
За мотивами однойменної повісті В. Голявкіна. Про пригоди двох приятелів, які за будь-що бажають провести літо разом. Але Санька відпочиває в піонерському таборі, а Вовка — у селі, і проникати в табір для сором'язливого Вовки — нелегке завдання. Поривчастий і невгамовний Санька як вірний друг допомагає йому в цьому, гальмує Вовку, залучаючи його до галасливих ігор та пригод. Стосунки хлопців ще раз підкреслюють одну мудрість — людина не може бути сама, вона має бути з тими, хто дарує їй радість, дружбу.

## У ролях
- Василь Агапов — Сашка
- Микола Горлов — роль другого плану
- Олексій Дмитрієв — Дімка
- Олександр Єфімов — роль другого плану
- Олександр Кирилін — Сергій, вожатий
- Михайло Кононов — роль другого плану
- Марина Кравченко — Клавочка
- Гриша Крупін — головна роль
- Вадим Мадянов — Аполошка
- Слава Перов — роль другого плану
- Олена Плетньова — Ася
- Іван Рижов — роль другого плану
- Ніна Саруханова — роль другого плану
- Олексій Чернов — роль другого плану

## Знімальна група
- Режисери — Геннадій Васильєв, Борис Нащокін, Володимир Саруханов
- Сценаристи — Алла Ахундова, Ірина Ракша, Володимир Саруханов, Юрій Яковлєв
- Оператори — Олександр Вагічев, Валерій Головченко, Володимир Окунєв, Лев Рагозін
- Композитори — Борис Соколов, Едуард Хагагортян
- Художники — Володимир Богомолов, Ной Сендеров